# Juan Ignacio Londero
Juan Ignacio Londero (ur. 15 sierpnia 1993 w Jesús María) – argentyński tenisista, reprezentant kraju w Pucharze Davisa.

## Kariera tenisowa
Zawodowym tenisistą Londero jest od 2010.
Argentyńczyk jest zwycięzcą 1 turnieju o randze ATP Tour w grze pojedynczej. Ponadto przegrał 1 finał w zawodach tej rangi w singlu i również 1 w deblu.
W marcu 2020 roku zadebiutował w reprezentacji Argentyny w Pucharze Davisa.
W rankingu gry pojedynczej najwyżej był na 50. miejscu (11 listopada 2019), a w klasyfikacji gry podwójnej na 186. pozycji (2 marca 2020).

### Finały w turniejach ATP Tour
| Legenda                                      |
| -------------------------------------------- |
| Wielki Szlem                                 |
| Igrzyska olimpijskie                         |
| Tennis Masters Cup / ATP Finals              |
| ATP Masters Series / ATP Tour Masters 1000   |
| ATP International Series Gold / ATP Tour 500 |
| ATP International Series / ATP Tour 250      |

#### Gra pojedyncza (1–1)
| Końcowy wynik | Nr | Data           | Turniej | Nawierzchnia | Przeciwnik    | Wynik finału  |
| ------------- | -- | -------------- | ------- | ------------ | ------------- | ------------- |
| Zwycięzca     | 1. | 10 lutego 2019 | Córdoba | Ceglana      | Guido Pella   | 3:6, 7:5, 6:1 |
| Finalista     | 1. | 21 lipca 2019  | Båstad  | Ceglana      | Nicolás Jarry | 6:7(7), 4:6   |

#### Gra podwójna (0–1)
| Końcowy wynik | Nr | Data           | Turniej      | Nawierzchnia | Partner         | Przeciwnicy                        | Wynik finału    |
| ------------- | -- | -------------- | ------------ | ------------ | --------------- | ---------------------------------- | --------------- |
| Finalista     | 1. | 16 lutego 2020 | Buenos Aires | Ceglana      | Guillermo Durán | Marcel Granollers Horacio Zeballos | 4:6, 7:5, 16–18 |